# Charles-Simon Favart

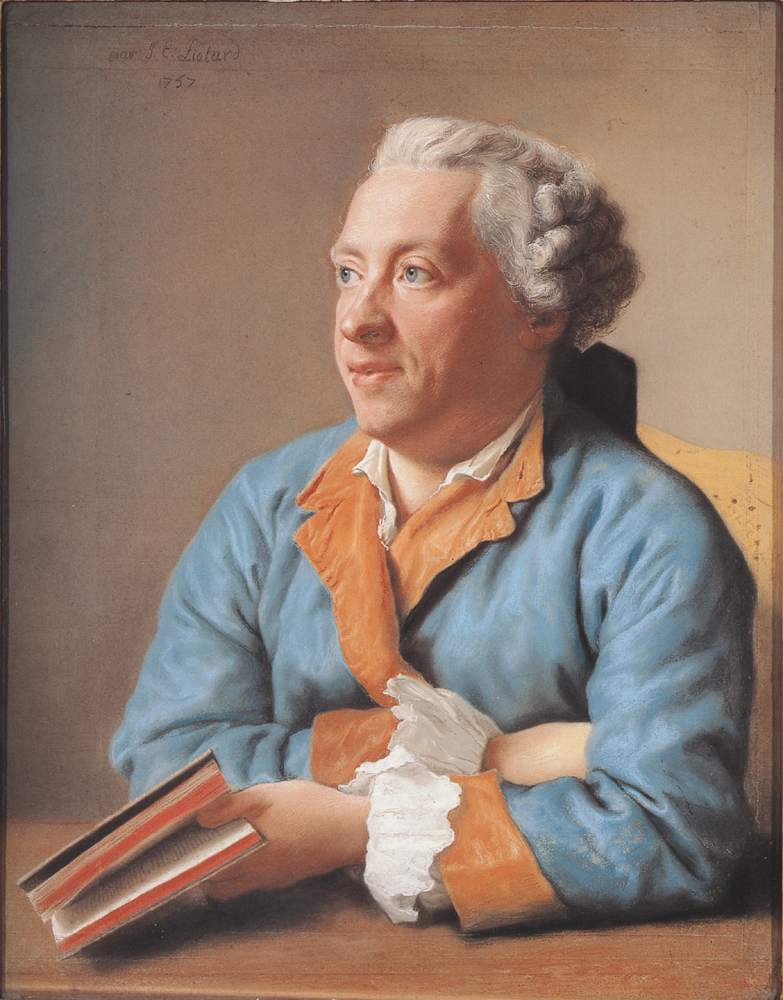
Jean-Etienne Liotard – Porträt von Charles Simon Favart

Charles-Simon Favart (* 13. November 1710 in Paris; † 12. Mai 1792 in Belleville) war ein französischer Opern- und Komödiendichter.

## Leben
Favart stammte aus einer Handwerkerfamilie; sein Vater war Konditor. Bereits während seiner Schulzeit am College Louis le Grand begann er zu schreiben. Sein Debüt mit „La France délivrée par la Pucelle d'Orléans“ (ein Gedicht über die Jeanne d’Arc) war sehr erfolgreich. Als er dann auch noch bei den von der Académie des Jeux Floraux ausgerichteten Jeux floraux ausgezeichnet worden war, widmete er sich nur noch dem Schreiben.
Am 12. Dezember 1745 heiratete Favart die Schauspielerin Marie Duronceray und hatte mit ihr einen Sohn, den späteren Schauspieler und Schriftsteller Charles-Nicolas Favart. Im Winter 1745/46 nahm der Marschall von Sachsen, Hermann Moritz von Sachsen Favart und dessen Ehefrau unter Vertrag und diese folgten ihm samt einem ganzen Ensemble nach Brüssel.
Später kehrte Favart und seine Familie nach Paris zurück. Ihren Lebensunterhalt verdienten sie beide als Schauspieler und als Verfasser von Theaterstücken. Diese konzipierte Favart fast ausschließlich für die Opéra-Comique und verfasste sie entweder zusammen mit seiner Ehefrau oder mit Claude-Henri de Fusée de Voisenon. Darum kann heutzutage kaum noch zwischen seinem bzw. ihrem originären Wirken unterschieden werden.
Zwischen 1759 und 1770 fungierte Favart auch als Korrespondent des Wiener Hofes und wurde in dieser Zeit auch Mitglied der Société de la table ronde. Als am 22. April 1772 seine Ehefrau Marie starb, versiegte auch seine Schaffenskraft. Um 1780 zog er sich nach Belleville (heute zu Paris) zurück und starb dort auch am 12. Mai 1792 beinahe vergessen.

## Trivia
Jacques Offenbach hat dem Dichterkomponisten und seiner Ehefrau mit der Opéra-comique Madame Favart ein musikalisches Denkmal gesetzt.

## Werke (Auswahl)
Das literarische Werk Favarts zählt zahlreiche Lustspiele und Operetten, die alle im Stil des Rokoko gehalten sind und meistens ländliche Szenen (Schäferdichtung) artig nach der Natur zeichnen. Daneben stehen aber auch einige Schwänke, in denen er sich an den Fabliaux des Mittelalters orientiert hatte.
- Annette et Lubin.
- L’astrologue de village.
- Bastien et Bastienne (bis heute bekannt durch Wolfgang Amadeus Mozarts Bastien und Bastienne).
- Ninette à la cour.
- Les trois sultanes.
- Le Mariage par escalade, opéra-comique, à l’occasion de la prise du port-mahon.
- L’Anglais à Bordeaux.
- La fée Urgèle, ou Ce qui plaît aux dames.

Werkausgaben
- Théatre. Slatkine, Genf 1971 (5 Bände, Nachdr. d. Ausg. Paris 1763/72).
- Théatre choisi. Vanraest, Paris 1810 (8 Bände).
- Œuvres choisies. Didot, Paris 1813 (3 Bände).
- Mémoires. Paris 1809 (3 Bände, darin auch seine Correspondance).